# Куанье, Гиллис
Гиллис Куанье, Конье или Кинье (нидерл. Gillis Coignet, Congnet, Aegidius Coignet, Gillis Quinet, Aegidius Congnet, Gillis Quinget; ок. 1542, Антверпен — 27 декабря 1599, Гамбург) — фламандский живописец эпохи Северного Возрождения. Романист. Он писал небольшие по размеру картины на исторические и мифологические сюжеты под влиянием итальянского искусства, а также пейзажи, в том числе ночные, при свечах или лунном свете. Он был лютеранином, что, вероятно, повлияло на его переезды из Антверпена в Амстердам, а затем в Гамбург. Значительную часть 1560-х годов он провёл в Италии.

## Биография
Гиллис родился в Антверпене, он был сыном Гиллиса Куанье Старшего (1515—1562), изготовителя научных приборов, и Бригитты Антонис. В аттестационной книге города Антверпена 1579 года он написал, что ему 37 лет, в 1586 году он утверждал, что ему 43 года, таким образом, если его утверждения верны, он родился около 1542 года между апрелем и сентябрём.
Он имел несчастье родиться с большой волосатой родинкой на лице, отсюда его прозвание «Гиллис с пятном» (Gillis met de Vlek). Учился живописи у Ламбрехта Венслинса. В 1561 году Гиллис был принят мастером в Гильдию Святого Луки.
Во второй половине 1560-х годов он путешествовал по Италии, посетил Флоренцию, Рим, Неаполь и Сицилию. В Терни (Умбрия) он работал над фресками и алтарем вместе с художником по имени Стелло. По сведениям историографа Карела ван Мандера, Стелло был фламандцем, возможно, членом семьи художников Стелларт из Мехелена. Оба художника упоминаются в документе как члены группы декораторов, которые украшали салон виллы д’Эсте под руководством Федерико Цуккаро. По-видимому, Гиллис также работал для Франческо Медичи.
После 1570 года Гиллис Куанье вернулся в Антверпен, где нанял несколько учеников. В июле 1571 года художник Виллем ван ден Босх написал герцогу Альба, что Гиллис хотел бы поступить на службу к герцогу. Гиллис был женат на Магдалене де Кемпенер, но неизвестно, женился ли он на ней до или после своего итальянского путешествия. У них была дочь Джулиана. Она вышла замуж за Филипса ван дер Векена (умерла ок. 1616 г.)
В 1584 году Гиллис стал деканом гильдии Святого Луки, должность, которую он продолжал исполнять во время и вскоре после осады Антверпена испанцами. Однако после 4 сентября 1586 года Гиллис Куанье покинул город. Гиллис отправился в Амстердам, стал гражданином города в 1589 году. По словам ван Мандера, он был успешным художником в Амстердаме и оказал значительное влияние на художественную жизнь в этом городе. 6 апреля 1588 года он стал представителем лютеранской общины Амстердама.
Около 1593 года Гиллис отправился в Гамбург, в последний раз он упоминается в Амстердаме 21 января 1593 года. Гиллис умер в Гамбурге 27 октября 1599 года и был похоронен в Якобскирхе.

## Творчество
Картины Гиллиса выдают влияние венецианской школы и, в частности, произведений Тициана и Тинторетто. Быстрые штрихи и разнообразие тональности напоминают поздние работы Тициана. Это видно на примере картины «Венера и Амур» (1579). По сведениям Карела ван Мандера, Гиллис Куанье написал много ночных сцен, в которых он использовал листовое золото, чтобы выделять факелы и свечи, в частности, в картине «Лотерея на Русланде» (1593).
Его лютеранские убеждения также ощущаются в его картинах, например, в «Страшном суде». Фигуры, которые обычно встречаются в таких картинах, такие как Дева Мария и Святой Иоанн, заменены аллегорическими фигурами, такими как «Мир» с Агнцем или «Правосудие» с законами Моисея. Однако многие из таких картин известны нам только по гравюрам, сделанным его современниками, такими как Р. и Дж. Саделер, П. де Йоде и П. Галле. Также необходимо упомянуть, что, по словам ван Мандера, Гиллис под своим именем продавал копии картин, сделанные его учениками.

## Галерея
- Святой Иоанн Евангелист на Патмосе. 1598. Дерево, масло. Государственный Эрмитаж, Санкт-Петербург
- Семь смертных грехов. Между 1592 и 1599. Дерево, масло. Частное собрание
- Похищение Европы. Между 1592 и 1599. Дерево, масло. Частное собрание
- Святой Георгий. 1581. Дерево, масло. Королевский музей изящных искусств, Антверпен
- Аллегория христианской жизни. 1589. Дерево, масло. Частное собрание
- Аллегория бренности. 1595. Холст, масло. Музей искусства и истории, Байё, Франция
- Аллегория Времени, раскрывающего Истину. 1596. Холст, масло. Частное собрание